# كاليب برادهام
كالب ديفيس برادهام (بالإنجليزية: Caleb Bradham)‏ (27 مايو 1867 - 19 فبراير 1934) كان صيدليًا أمريكيًا، اشتهر باسم مخترع بيبسي.
ولد برادهام في 27 مايو 1867 لجورج واشنطن وجوليا ماكان برادهام في تشينكابن بولاية كارولاينا الشمالية. كان برادهام من أصل إنجليزي وإسكوتي أيرلندي.

## سيرة شخصية
تخرج من جامعة نورث كارولينا في تشابل هيل حيث كان عضوًا في الجمعية الخيرية، وحضر كلية الطب بجامعة ميريلاند.
في عام 1890، ترك كلية الطب في جامعة ماريلاند بسبب إفلاس أعمال والده. بعد عودته إلى ولاية كارولينا الشمالية، كان مدرسًا في إحدى المدارس العامة لمدة عام تقريبًا، وبعد ذلك بوقت قصير افتتح متجرًا للمخدرات في نيوبرن يدعى «شركة أدوية برادهام»، مثل العديد من متاجر الأدوية الأخرى في ذلك الوقت، كان يضم أيضًا نافورة صودا. . شارع ميدل وشارع بولوك في وسط مدينة نيو برن، حيث اخترع برادهام، في 1893، الوصفة - مزيج من مستخلص الكولا والفانيلا و «الزيوت النادرة» - لما كان يعرف في البداية باسم «شراب براد»، ولكن في أغسطس 28، 1898 أعيدت تسميتها بيبسي كولا. سمى برادهام شرابه بعد مزيج من المصطلحين «البيبسين» و «الكولا»، حيث كان يعتقد أن شرابه يساعد عملية الهضم مثلما يفعل إنزيم البيبسين، على الرغم من أنه لا يستخدم كمكون. كان مساعده جيمس هنري كينغ أول من تذوق الشراب الجديد.
في 24 ديسمبر 1902، تأسست شركة بيبسي كولا في ولاية كارولينا الشمالية، مع برادهام رئيسًا، وفي 16 يونيو 1903 تم تسجيل أول علامة تجارية لشركة بيبسي كولا. وفي عام 1903 أيضًا، نقل إنتاجه من شركة بيبسي كولا من متجر الأدوية الخاص به إلى مبنى مستأجر قريب. في عام 1905، بدأ برادام بيع بيبسي كولا في زجاجات ستة أوقية (حتى هذا الوقت باع بيبسي كولا شراب فقط)، ومنحت اثنين من الامتيازات لتعبئة زجاجات كارولينا الشمالية.
بالإضافة إلى إدارة متجر الأدوية الخاص به، شغل منصب رئيس بنك الشعب في برن الجديد، وكان رئيسًا لمجلس مفوضي مقاطعة كرافن. في مرحلة ما، تم اقتراحه كمرشح لمنصب حاكم ولاية كارولينا الشمالية. شغل أيضًا منصب ضابط في الاحتياطي البحري لمدة 25 عامًا؛ تم تعيينه برتبة ملازم في ميليشيا كارولينا الشمالية البحرية، وتم ترقيته إلى قائد في عام 1904، وإلى قائد في عام 1913. تقاعد برتبة «لواء بحري» (بالإنجليزية: rear admiral)‏. بالإضافة إلى ذلك، في عام 1914 تم تعيينه من قبل وزير البحرية جوزيف دانيالز إلى مجلس الميليشيا البحرية العامة.
في ذروة النجاح، أجاز برادهام امتيازات بيبسي كولا في أكثر من 24 ولاية. ومع ذلك، في 31 مايو 1923، أعلن برادهام إفلاسه وإفلاس شركة البيبسي كولا. وكان العامل الرئيسي لفشل أعمال برادهام هو ارتفاع سعر السكر في أعقاب الحرب العالمية الأولى مباشرة، فقد ارتفعت الأسعار إلى 28 سنتا للرطل الواحد بعدما كانت ثلاثة سنتات للرطل الواحد قبل الحرب، وكان برادهام قد قام بشراء كمية كبيرة من السكر بذلك السعر المرتفع ولكن سعر السكر انحدر بشدة بعد وقت قصير من شرائه بالسعر المرتفع فتم إفلاسه. تم بيع أصول شركته لشركة كرافن القابضة مقابل 35,000 دولار. بعد إعلان الإفلاس، عاد برادهام لتشغيل متجر الأدوية الخاص به.